# 諏訪電気

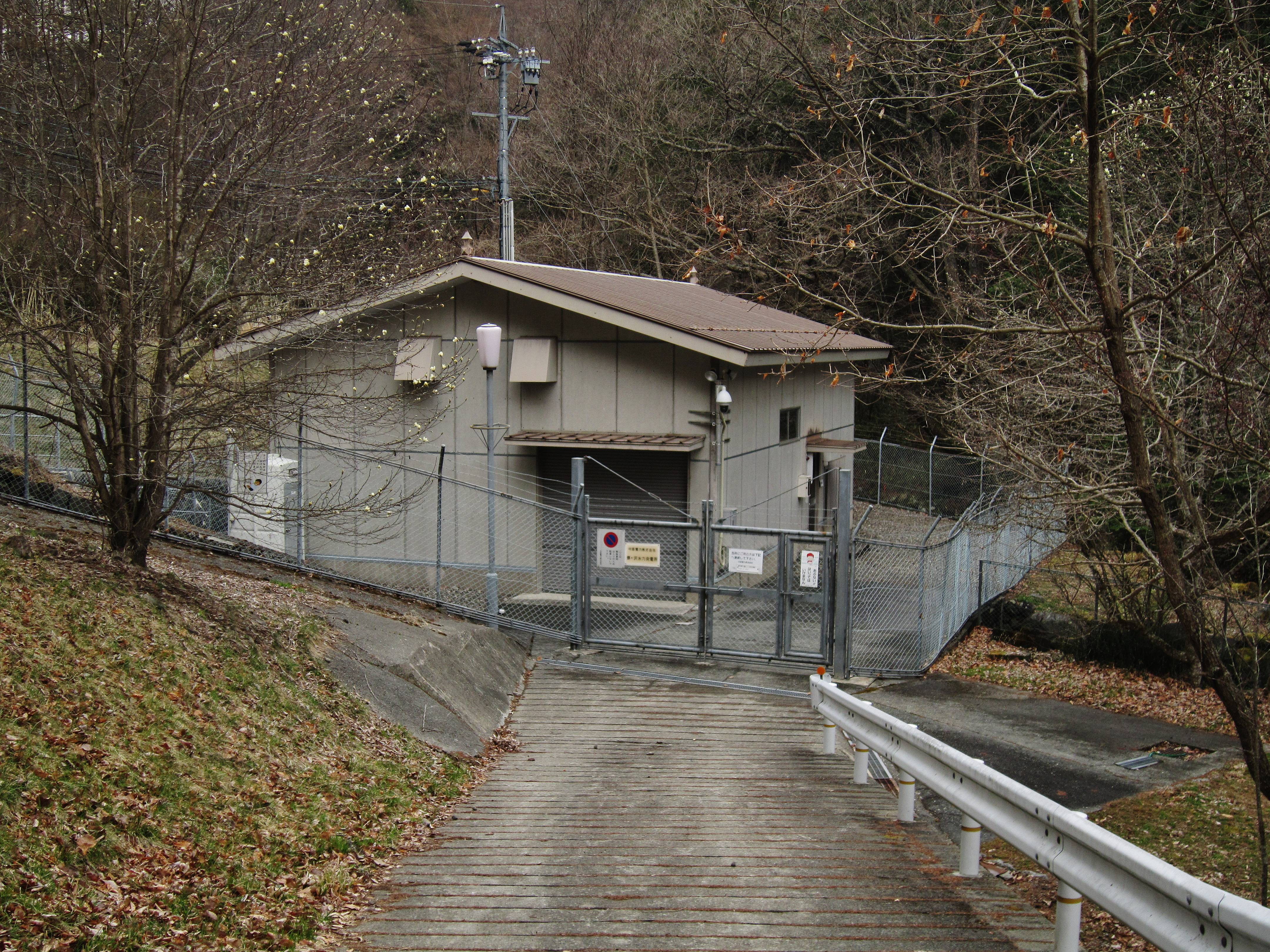
旧・諏訪電気蝶ヶ沢発電所（現・中部電力、諏訪郡下諏訪町、1909年運転開始）

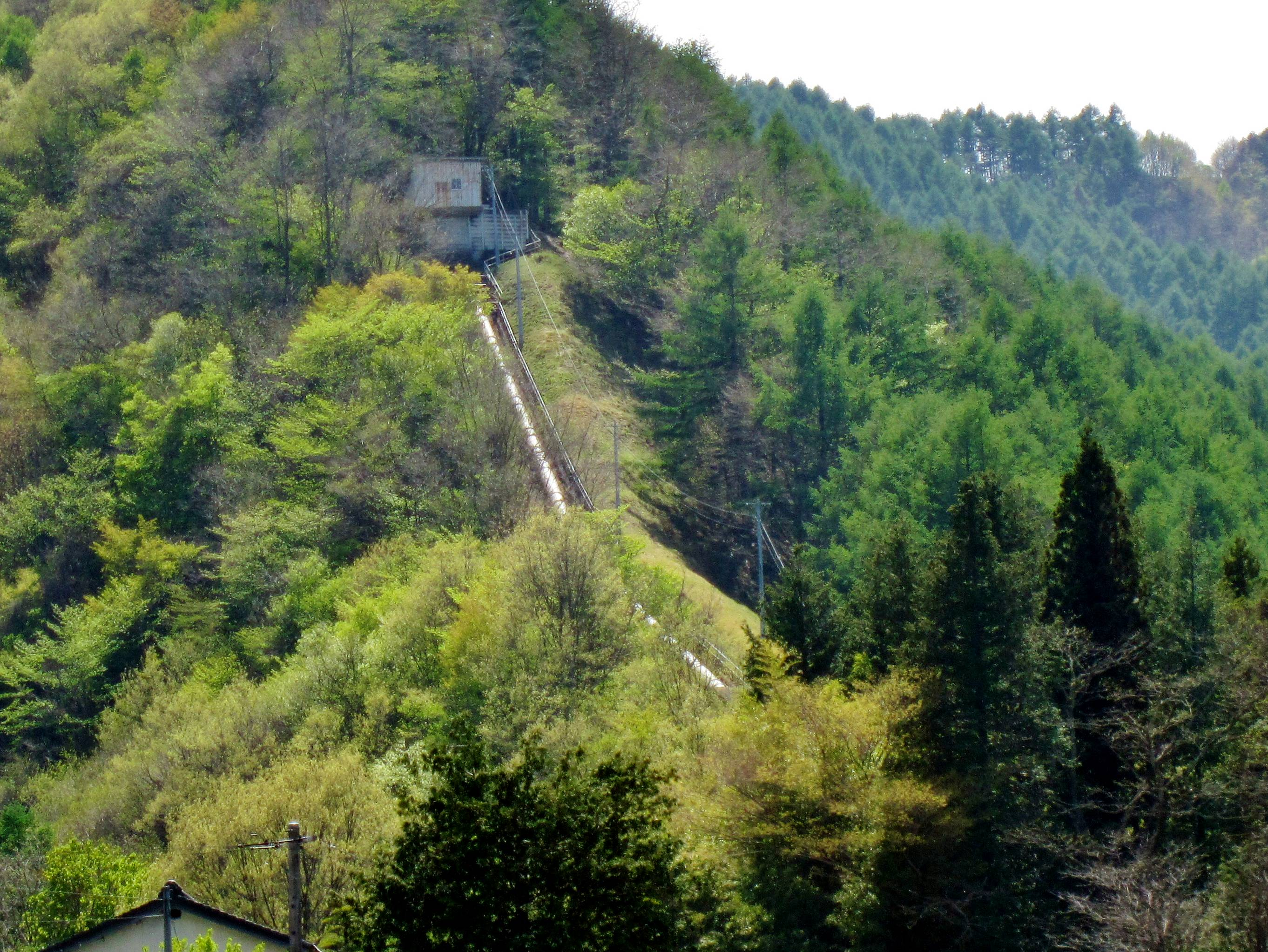
旧・諏訪電気唐沢発電所（現・中部電力、小県郡長和町、1916年運転開始）

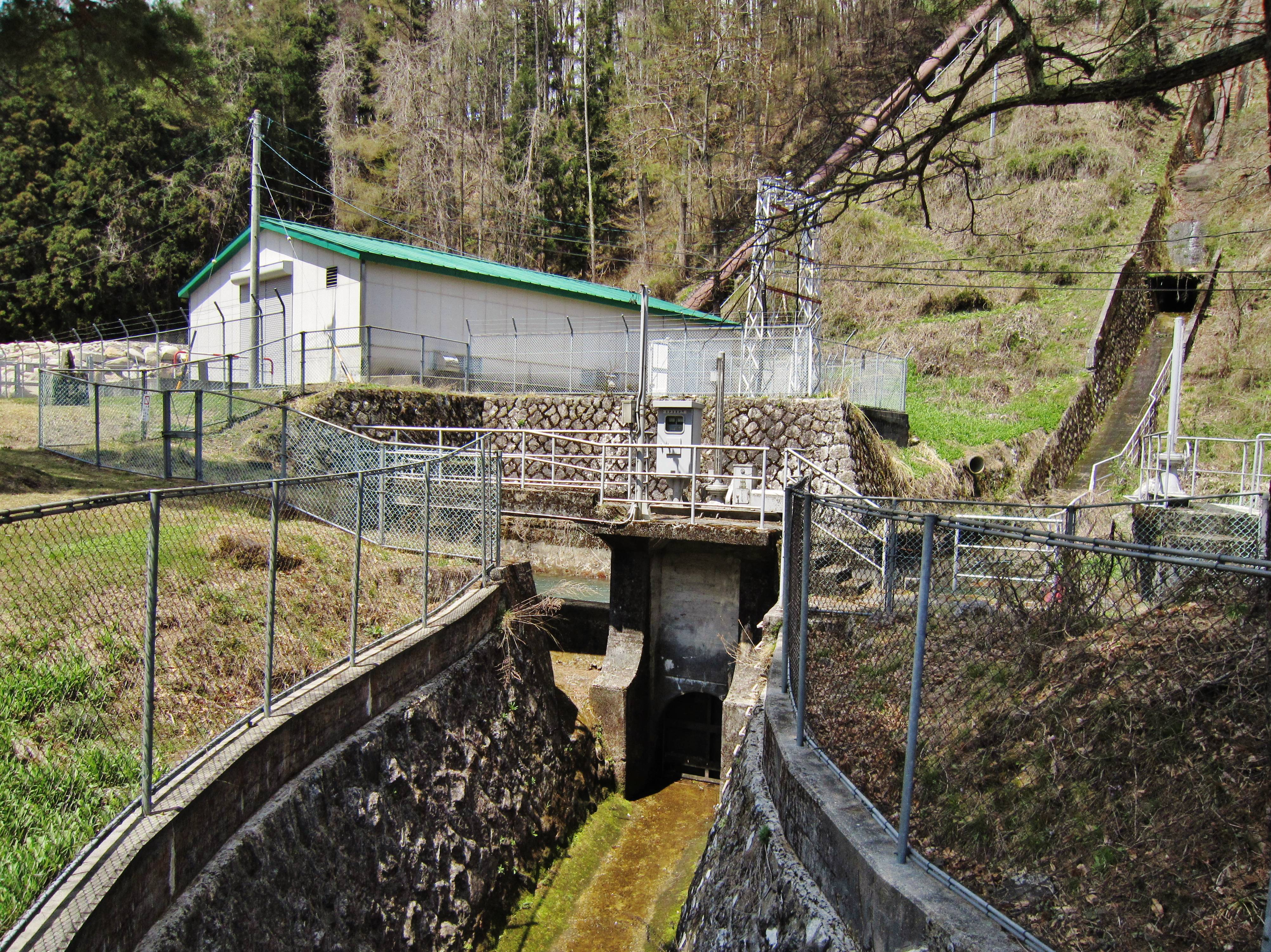
旧・諏訪電気烏川第一発電所（現・中部電力、安曇野市、1921年運転開始）

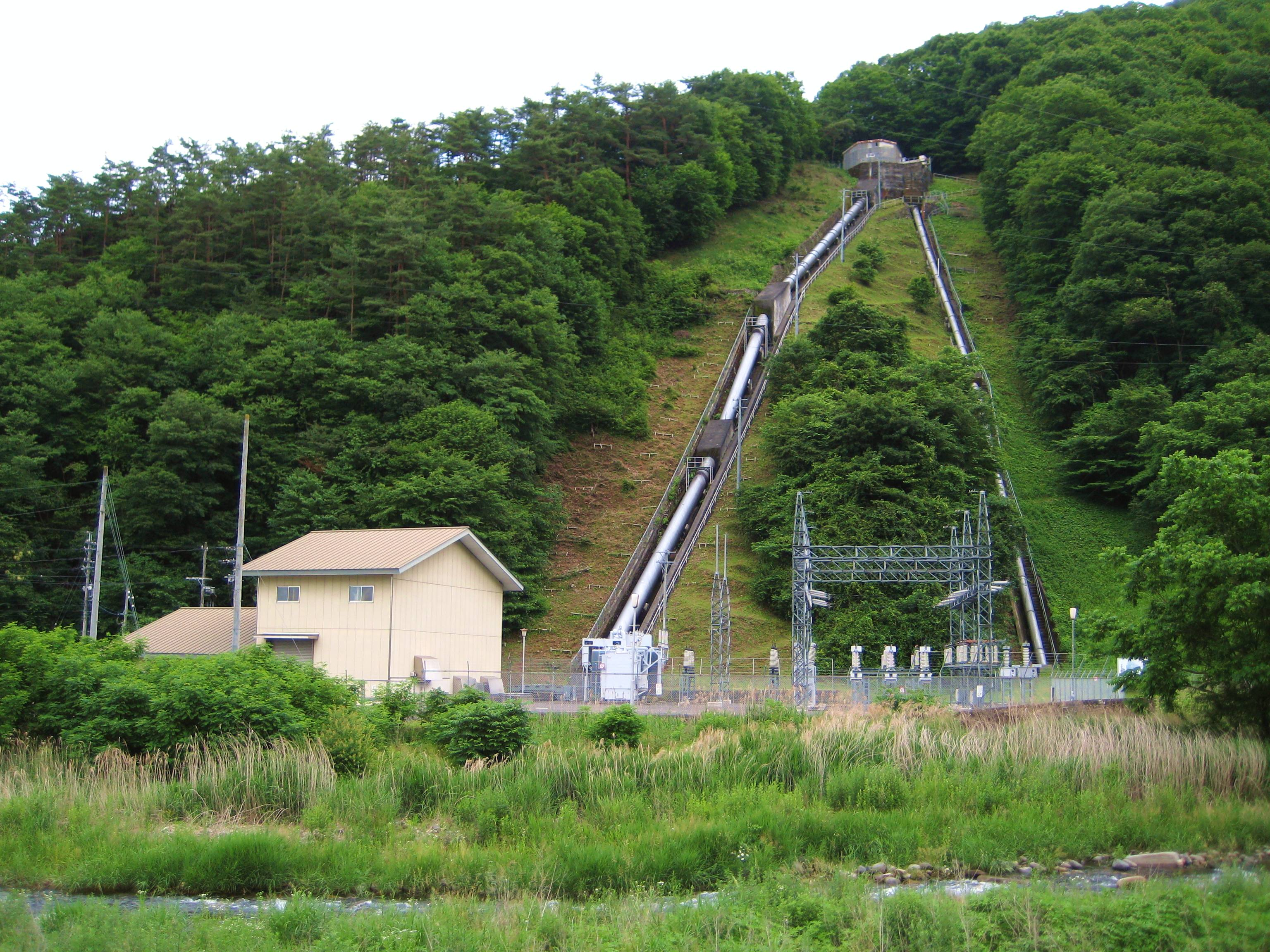
旧・諏訪電気青原発電所（現・中部電力、小県郡長和町、1926年運転開始）

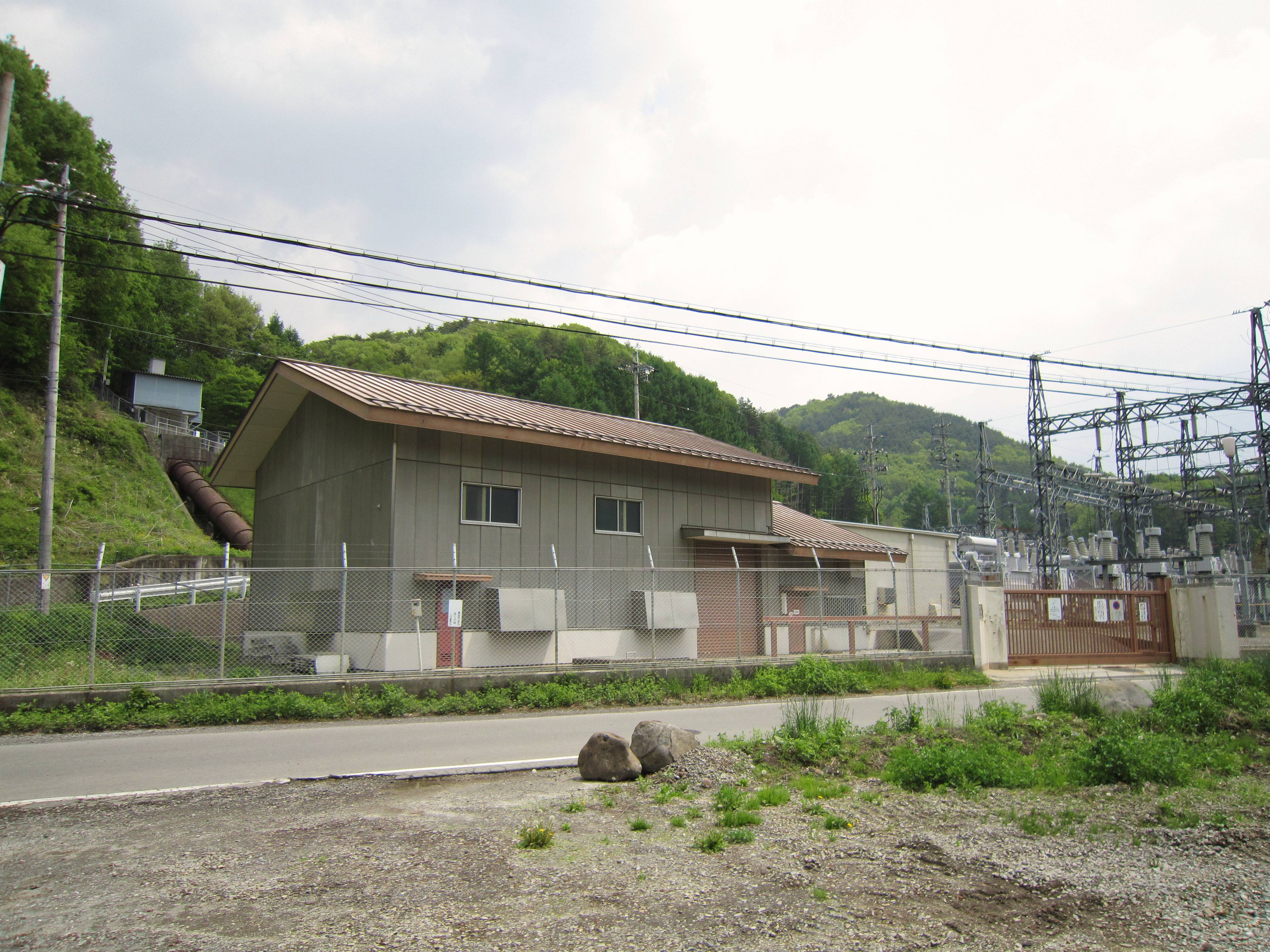
旧・信濃水電米沢発電所（現・中部電力、茅野市、1930年運転開始）

諏訪電気株式会社（すわでんきかぶしきがいしゃ）は、明治から昭和にかけて存在した日本の電力会社である。東京市神田区今川小路、のち東京市京橋区新富町を経て長野県諏訪郡下諏訪町立町に本社を置き、諏訪郡を中心に電力供給事業を展開した。1937年（昭和12年）に安曇電気株式会社（北安曇郡大町）と合併して信州電気株式会社（本社・東京市京橋区京橋3丁目）に商号変更。配電統制令において中部配電設立の指定会社となり、のちの中部電力の母体法人の1つとなった。本項では合併後の信州電気についても述べる。

## 概要

### 創業
諏訪地方は明治時代、主力輸出製品であった生糸の国内最大の生産地となり、製糸工場を中心に大きな電力需要が見込める地域であった。1897年（明治30年）6月、水量が豊富な下諏訪町砥川上流域への発電所設置許可を長野県知事から受け、同年11月、東京や諏訪地方の資本家らによって諏訪郡上諏訪町、下諏訪町、長地村、平野村の4町村を供給区域とする諏訪電気株式会社が設立された。

### 供給不足と伊那電車の設立
初代社長は松本出身で東京在住の辻新次が就任した。資金難に苦しみながらも1900年、砥川支流東俣川に郡内初の発電所となる落合発電所（出力60kW）が完成。電力供給事業を開始した。しかし当初想定した電灯需要のみならず、従来水車動力を用いていた製糸工場の用水・製糸機械動力需要が急速に高まって供給不足に陥ったため、1903年に落合発電所の発電機を追設して出力を120kWに増強。1909年には落合発電所上流の東俣川蝶ヶ沢に蝶ヶ沢発電所（出力250kw）を設置、翌1910年には落合発電所の発電機を交換して出力200kWに増強したが、郡内各工場の配電申し込みに応じきれなかった。
この間、1907年には関連会社として、のちの国鉄飯田線の前身となる伊那電車軌道株式会社が東京市京橋区の諏訪電気本社内に設立され、辻が社長を兼務した。諏訪電気は伊那電車と配電契約を結び電力を供給したが、資金調達に難航しながら諏訪地方に利点がない鉄道路線を小刻みに延伸し続ける伊那電車に対し、慢性的な需給逼迫状態の電力を割くことが、諏訪郡内大口需要家の不信を招く結果となった。
諏訪郡内の製糸事業者らは1912年、「数年来苦慮シテ改善ヲ会社ニ交渉セシモ改善ノ実ヲ挙クル能ハズ」として、諏訪電気とは別に、郡外の電力会社である松本電灯株式会社（のち中央電気松本支社）から受電して製糸工場に配電する電気供給事業経営許可申請書を逓信大臣に提出し、この事業を行う岡谷工業電気株式会社の設立を図った。この事態を受けて諏訪電気は、ただちに岡谷工業電気を買収するとともに、辻に代わって諏訪電気創設時からの出資者でもあった小口銀行（平野村）の小口長蔵が社長に就任した。

### 伊那電車の経営分離と供給力増強
小口は諏訪電気本社を東京から下諏訪町立町に移すとともに、松本電灯から350kWを受電することで供給不足の解消を図った。翌1913年には取締役で岡谷出身の尾澤福太郎が社長に就任。電気料金を引き下げ、1914年には伊那電車に砥川の水利権を譲渡して落合発電所放水路の水を利用する伊那電車軌道砥川発電所（出力350kW、のち450kWに増強）を建設させる代わりに配電契約を解消し、伊那電車の経営分離を行った。
また変電所の増設を進め、和田発電所（小県郡和田村、1918年10月運転開始、出力1570kW、現・中部電力和田発電所）や島々発電所（東筑摩郡安曇村、1919年10月運転開始、出力700kW、1945年10月廃止）などの発電所も新設して積極的に電源開発に取り組み、配電区域は諏訪湖周南部から八ヶ岳岳麓へ一気に広がった。
1921年には、諏訪電気以外で郡内唯一の配電事業者であった湯川電気株式会社（北山村）を買収して諏訪郡全域を自社の供給区域とし、1911年度にわずか2000戸余にとどまっていた電灯需要家数は、1923年度には3万戸を突破した。
余剰電力の活用法として諏訪電気は1916年、東筑摩郡宗賀村（現・塩尻市宗賀）にカーバイドを製造する諏訪電気工業株式会社を設立したが、1923年の関東大震災に伴ってたちまち経営不振に陥り、1924年に諏訪電気が吸収合併して諏訪電気塩尻工場（のち昭和肥料塩尻工場、昭和電工塩尻工場、現・昭和電工塩尻事業所）とした。

### 片倉による経営更生
1927年の長野県大霜害を発端に、翌年以降の金融恐慌と世界恐慌が追い打ちをかけた県内の「農村恐慌」で、製糸業界をはじめとする諏訪郡内の電力需要は落ち込み、諏訪電気は大きな打撃を受けた。放漫経営に伴う社内の内紛で技術者が大量退社したほか、諸物価の中でもとりわけ高いと見なされた電気料の値下げを求める諏訪電気料値下げ期成同盟会が1930年に発足し、各地の青年団を中心に諏訪郡内の需要者が支部を結成して値下げを要求。諏訪電気は対応に追われ経営混乱に陥った。
社長の尾澤は1929年、親戚で片倉製糸紡績社長の片倉脩一（のち三代目片倉兼太郞）に諏訪電気の救済を頼み、片倉が社長に就任した。子会社・片倉肥料の硫酸アンモニウム買い入れ先であった昭和肥料（のち昭和電工）社長で新興財閥森コンツェルンを率いた森矗昶や昭和肥料取締役の高橋保は、東信電気で発電・配電事業を手がけており、以前から片倉と関係があった。片倉は森のバックアップを受け、高橋を諏訪電気の取締役に招いた上で安田銀行と日本興業銀行から融資を受けて経営の立て直しに取り組んだ。値下げ期成同盟会に対しては上諏訪町助役の小松直治らに調停を依頼する一方、裏では同盟切り崩しの工作活動を暗躍させ、1932年に終結させた。
一方、北安曇郡大町（現・大町市）に本社を置く安曇電気株式会社も1931年、片倉に救済を申し入れ、片倉は安曇電気の取締役に就任した。片倉は大町に昭和肥料系列の昭和アルミニウム工業所（現・昭和電工大町事業所）を誘致。昭和肥料が諏訪電気から譲受した塩尻工場で新たに製造を始めたアルミナを原料に安曇電気の電力でアルミニウムを生産する体制を作り、森コンツェルンとの密接な関係のもと、需要の落ち込みで安曇電気が直面していた膨大な余剰電力の需要開拓を図った。
諏訪電気と安曇電気の配電区域に挟まれた東筑摩郡の中央電気株式会社（1922年、松本電灯と越後電気が合併して改称）も、片倉の伯父にあたる今井五介が社長を務めており、1936年には片倉も取締役に就任した。

### 信州電気の発足と消滅
1937年、片倉が社長を務める諏訪電気と取締役を務める安曇電気はそれぞれ臨時株主総会を開き、両社の合併が決議された。諏訪電気を承継法人として安曇電気は解散し、信州電気株式会社と改称。社長に片倉が就任した。資本金は1721万円。本店を東京市京橋区京橋3丁目に置き、下諏訪町と大町に支社を設置した。さらに1938年には黒沢電気工業（南安曇郡小倉村）を買収した。
1938年度の電灯需要家数は6万8962戸、電灯取付個数は23万3363灯で、電力供給量は4万5578kW。県内75市町村を供給区域とした。1939年末現在の発電量は4万1578kW、他社からの受電を含む総発受電量は4万8568kWであった。
信州電気は1941年9月6日、配電統制令に基づき他電力供給事業者の事業を引き取って地域配電会社を設立する中部地方の指定会社2社の1つとなり、伊那電気鉄道など5県の民営各社と静岡市など公営事業者の電気供給事業設備の出資を受け、同じく指定会社となった中部合同電気（岐阜県、東邦電力関連会社）とともに1942年4月1日付けで中部配電株式会社（名古屋市）を設立。同社に統合して消滅した。

## 供給区域
諏訪電気の供給区域は以下の通りである。
| 郡       | 自治体                                    | 供給開始               | 備考                     |
| -------- | ----------------------------------------- | ---------------------- | ------------------------ |
| 諏訪郡   | 平野村→岡谷市・上諏訪町・下諏訪町・長地村 | 1901年                 |                          |
| 諏訪郡   | 川岸村・湊村                              | 1907年～1908年         |                          |
| 諏訪郡   | 四賀村・永明村・宮川村                    | 1911年                 |                          |
| 諏訪郡   | 中洲村・湖南村・豊田村・原村              | 1913年～1915年         |                          |
| 諏訪郡   | 玉川村                                    | 1914年～1916年         |                          |
| 諏訪郡   | 本郷村・富士見村・落合村・境村            | 1915年～1916年         |                          |
| 諏訪郡   | 北山村                                    | 1915年～1918年         | 1921年、湯川電気より承継 |
| 諏訪郡   | 金沢村・泉野村・豊平村・湖東村            | 1916年～               |                          |
| 諏訪郡   | 米沢村                                    | 1917年～1918年区域編入 |                          |
| 上伊那郡 | 朝日村・伊那富村                          | 1913年～1914年         |                          |
| 小県郡   | 和田村                                    | 1914年～1916年         |                          |

※このほか供給区域外の大口需要家として昭和肥料塩尻工場（東筑摩郡宗賀村、旧諏訪電気工業→諏訪電気塩尻工場）があった。

## 発電所一覧
諏訪電気が運転していた水力発電所は以下の通りである。
| 発電所名 | 出力 (kW)  | 所在地・河川名                 | 運転開始   | 備考                                                                |
| -------- | ---------- | ------------------------------ | ---------- | ------------------------------------------------------------------- |
| 落合     | 60→120→200 | 諏訪郡下諏訪町（東俣川）       | 1901年1月  | 現・中部電力落合発電所                                              |
| 蝶ヶ沢   | 275→250    | 諏訪郡下諏訪町（東俣川）       | 1909年11月 | 現・中部電力蝶ヶ沢発電所                                            |
| 浮島     | 50         | 諏訪郡下諏訪町（砥川）         | 不明       | 1933年6月廃止許可                                                   |
| 湯川     | 6（直流）  | 諏訪郡北山村（滝ノ湯川）       | 1915年11月 | 1921年9月湯川電気より譲受 まもなく廃止                              |
| 唐沢     | 460→760    | 小県郡和田村（男女倉沢川）     | 1916年9月  | 現・中部電力唐沢発電所                                              |
| 音無川   | 70         | 諏訪郡北山村（音無川）         | 1918年     | 旧・湯川電気第二発電所 1921年9月湯川電気より譲受 1931年12月廃止許可 |
| 和田     | 460→760    | 小県郡和田村（依田川）         | 1918年10月 | 現・中部電力和田発電所                                              |
| 水沢     | 886        | 小県郡和田村（依田川）         | 1918年10月 | 現・中部電力水沢発電所                                              |
| 島々     | 700        | 南安曇郡安曇村（島々谷川）     | 1919年12月 | のち中部配電島々発電所 →日本発送電島々発電所 1945年10月廃止         |
| 烏川第一 | 1200       | 南安曇郡南穂高村（烏川）       | 1921年4月  | 現・中部電力烏川第一発電所                                          |
| 烏川第二 | 1026       | 南安曇郡南穂高村（烏川）       | 1920年11月 | 現・中部電力烏川第二発電所                                          |
| 塩沢第一 | 268→358    | 小県郡祢津村（所沢川）         | 1924年12月 | 1926年1月、自家用譲受 現・中部電力塩沢第一発電所                    |
| 塩沢第二 | 308→358    | 小県郡祢津村（所沢川）         | 1925年7月  | 1926年1月、自家用譲受 現・中部電力塩沢第二発電所                    |
| 青原     | 1600       | 小県郡和田村（依田川・大門川） | 1926年1月  | 現・中部電力青原発電所                                              |

### 信濃水電
特定電気供給事業者として発電全量を諏訪電気に送電していた信濃水電株式会社（本社・東京市京橋区宝町1丁目7）の水力発電所は、以下の通りである。
| 発電所名 | 出力 (kW) | 所在地・河川名           | 運転開始   | 備考                   |
| -------- | --------- | ------------------------ | ---------- | ---------------------- |
| 福沢     | 1200      | 諏訪郡豊平村（上川）     | 1928年12月 | 現・中部電力福沢発電所 |
| 米沢     | 530       | 諏訪郡米沢村（滝ノ湯川） | 1930年11月 | 現・中部電力米沢発電所 |

信濃水電は1918年、諏訪水力電気株式会社の商号で豊平村福沢区への発電所設置申請を行ったが、諏訪電気と発電所申請の先願を巡って対立したため着工に至るまで数年を要した。和解後諏訪電気取締役の高橋保が専務取締役に就任。運転開始当初は自家用電気工作物施設者として、電気事業法の改正に伴って1932年以降は特定電気供給事業者として、諏訪電気および信州電気に対する発送電事業のみを行った。中部配電設立に伴う信州電気消滅後の1942年11月1日に中部配電に事業を譲渡して解散した。